# Anaco
Anaco – miasto w Wenezueli, w stanie Anzoátegui; 137 tys. mieszkańców (2013).